# Światło nawigacyjne

Przykładowe symbole i oznaczenia świateł nawigacyjnych

Światło nawigacyjne – rodzaj światła umieszczony na znaku nawigacyjnym (stałym lub pływającym) lub innym obiekcie znajdującym się w rejonie żeglugi. Przy ograniczonej widoczności (np. w nocy) umożliwia wykonanie namiarów do określenia pozycji statku oraz żeglugę na akwenach przybrzeżnych, trudnych lub niebezpiecznych nawigacyjnie. 

## Charakterystyka
Aby umożliwić odróżnienie jednego światła od innego, światła różnią się charakterystyką.
 zobacz więcej w osobnym artykule: Charakterystyka światła nawigacyjnego

## Zasięg
Światło nawigacyjne dostrzeżone może być z pewnej odległości. Odległość umożliwiająca zobaczenie (w nawigacji: zaoczenie) światła nosi miano zasięgu. Zasięg zależy od:
- natężenia światła (światłości) i aktualnej przejrzystości powietrza - zasięg optyczny
- wysokości posadowienia źródła światła i wysokości oczu obserwatora (ograniczeniem jest krzywizna wynikająca z kulistości Ziemi - zasięg geometryczny.

Dla każdego światła określa się (i podaje w jego charakterystyce) jego zasięg nominalny. Jest to zasięg optyczny dla określonej przejrzystości powietrza - równej 10Mm. Dlatego dla określenia zasięgu optycznego w innych warunkach przejrzystości powietrza stosować należy poprawki.
W spisie świateł znaleźć można wysokość źródła światła - co umożliwia wyliczenie zasięgu geometrycznego.

## Rodzaje
W zależności od zastosowania (i wynikającej z niego konstrukcji) wyróżnia się światła:

### Światła orientujące
- umożliwiające określenie pozycji na morzu lub oznaczające wejście do portu lub inny obiekt. Takie światła mają np. latarnia morska, latarniowiec, pławy, główki portu. Mają zwykle dookólną charakterystykę (choć często światło nawigacyjne ma całkowicie zaciemniony sektor przypadający nad lądem).

### Światła sektorowe
(ang.: Sector Light) - światła mające w pewnych sektorach inną barwę lub charakterystykę.  
Sektory określa się jako kierunki rzeczywiste zawsze od morza do światła. Ten rodzaj światła używany może być:
- do wyznaczenia sektora bezpiecznego dla żeglugi (np. toru wodnego). W tym przypadku stosowane są najczęściej trzy sektory: kolor biały wyznacza sektor bezpieczny, sektor ostrzegawczy lewy ma kolor czerwony, a prawy - zielony.
- do wyznaczenia sektora niebezpiecznego (wraki, mielizny).
- jako światło poprzeczne toru wodnego - wyznacza sektor, w którym należy zmienić kurs. Sektor zmiany kursu ma kolor czerwony - sąsiednie są białe.

### Światła nabieżnikowe
- (ang.: Lights in Line) - Nabieżnik świetlny